# Neodon forresti
Neodon forresti és una espècie de mamífer rosegador de la família dels cricètids. Viu a la Xina (Yunnan) i el nord de Myanmar. El seu hàbitat natural són els prats alpins rocosos situats a 3.350-3.650 msnm. Es desconeix si hi ha cap amenaça significativa per a la supervivència d'aquesta espècie.
L'espècie fou anomenada en honor del botànic escocès George Forrest.